# フークー県
フークー県（フークーけん、ベトナム語：Huyện Phù Cừ / 縣芙蕖?）は、ベトナム社会主義共和国フンイエン省の県。面積は93.8 km²、人口は103,481人（2019年）である。